# フィッシュカツ

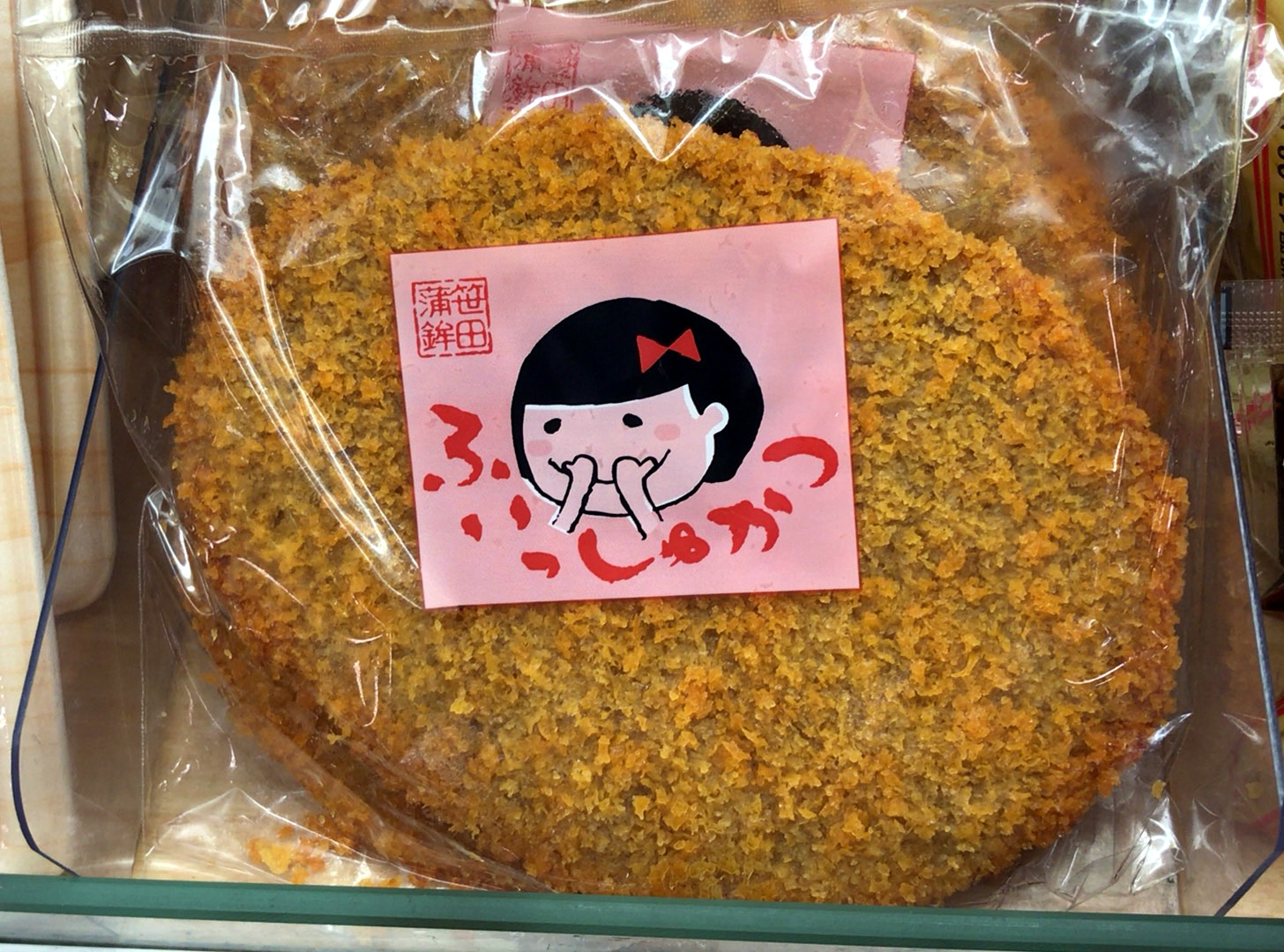
市販されているフィッシュカツの一例

フィッシュカツまたはフィッシュかつとは、魚のすり身にカレー粉などをあわせ、パン粉をまぶして揚げた食品である。魚カツの一種。徳島県を代表する食べ物であり、同県のソウルフードとして定着している。

## 概要
魚肉のフライではなく、魚肉練り製品の一種である。
徳島県小松島市の蒲鉾屋「津久司蒲鉾」が戦後すぐに売り出したのが始まりだとする説が有力である。現在は、徳島市などにも多くの製造業者がある。
徳島県東部で人気のある食べ物であり、地元ではスーパーやコンビニなどでも販売されている。徳島県下だけでなく、大阪府などのスーパーや百貨店にも出荷され、販売されている例がある。徳島県東部では、「カツ」と言えば基本的に豚カツの事ではなくフィッシュカツの事を指し、豚カツの事はそのまま「トンカツ」と言う場合が多い。
食べ方にはスダチ果汁、醤油、ソース、マヨネーズなどをかけてそのまま食べる他に、カレーライスに乗せたり、サンドイッチにしたり、お好み焼きに乗せて焼く「カツ玉」や「カツ豆玉」などとして食べる事も行われている。